# كأس أمريكا الجنوبية 1935
كأس أمريكا الجنوبية 1935 لكرة القدم هي النسخة الثالثة عشر من البطولة والتي استضافتها مدينة ليما عاصمة بيرو في الفترة ما بين السادس وحتى السابع والعشرين من يناير لعام 1935.
عقب المباراة النهائية لكأس العالم 1930 والتي فاز فيها منتخب الأوروجواي على نظيره الأرجنتيني بأربعة أهداف مقابل هدفين ليتوج بطلًا للنسخة الأولى من البطولة العالمية الأوسع صيتًا، قامت الأرجنتين بقطع كل علاقتها الكروية بالأوروجواي معللين ذلك بالضغط الشديد الذي تعرض إليه لاعبو الأرجنتين بالإضافة للعنف الذي تعرضوا إليه قبل وأثناء المباراة.
وبعد مرور ستة أعوام من البطولة السابقة عقد العزم على استكمال البطولة إلا أنه تم إطلاق لقب «ملحقة» على البطولة (أي لن يتم منح كأس للفريق الفائز في نهايتها) وذلك لرأب الصدع وتهدئة الأجواء إلا أن البطولة كانت مؤهلة لدورة الألعاب الأولمبية الصيفية عام 1936 والتي أقيمت في برلين بألمانيا.
وقد شارك في هذه البطولة ثلاث منتخبات بجانب المنتخب البيروفي صاحب الضيافة؛ وكانت هذه المنتخبات هي الأرجنتين، تشيلي وأخيرًا أوروجواي.

## المباريات
أقيمت البطولة بنظام الدوري من دور واحد حيث لعب كل فريق ثلاثة مباريات بواقع مباراة واحدة ضد كل فريق من الفرق الثلاثة الأخرى المتنافسة. وتم احتساب النقاط على أساس نقطتان (2) عند الفوز بالمباراة ونقطة (1) في حالة التعادل ولا شيء (0) في الهزيمة.
6 يناير، 1935
| الأرجنتين               | 1:4 (1:1) | تشيلي             | استاد بيرو الوطني، ليما الحكم: ميجويل سيررا هورتادو (بيرو) |
| ميجويل أنخيل لاوري 28'  |           | أرتورو كارمونا 8' | استاد بيرو الوطني، ليما الحكم: ميجويل سيررا هورتادو (بيرو) |
| أرتورو أريتتا 49'       |           |                   |                                                            |
| دييجو جارسيا 57'        |           |                   |                                                            |
| هيرمينيو ماسانطونيو 71' |           |                   |                                                            |

13 يناير، 1935
| الأوروجواي        | 0:1 (0:0) | بيرو | استاد بيرو الوطني، ليما الحكم: همبرتو ريجيناتو (تشيلي) |
| هيكتور كاسترو 80' |           |      | استاد بيرو الوطني، ليما الحكم: همبرتو ريجيناتو (تشيلي) |

18 يناير، 1935
| أوروجواي         | 1:2 (0:1) | تشيلي             | استاد بيرو الوطني، ليما الحكم: خوزيه أرتيميو سيررا (بيرو) |
| أنيبال كيوكا 33' |           | كارلوس جيوديس 54' | استاد بيرو الوطني، ليما الحكم: خوزيه أرتيميو سيررا (بيرو) |
| أنيبال كيوكا 55' |           |                   |                                                           |

20 يناير، 1935
| الأرجنتين               | 1:4 (1:1) | بيرو                | استاد بيرو الوطني، ليما الحكم: سيزار بيولي (الأوروجواي) |
| هيرمينيو ماسانطونيو 10' |           | تيودورو فيرناديز 2' | استاد بيرو الوطني، ليما الحكم: سيزار بيولي (الأوروجواي) |
| دييجو جارسيا 50'        |           |                     |                                                         |
| هيرمينيو ماسانطونيو 61' |           |                     |                                                         |
| هيرمينيو ماسانطونيو 81' |           |                     |                                                         |

26 يناير، 1935
| بيرو                  | 0:1 (0:1) | تشيلي | استاد بيرو الوطني، ليما الحكم: إدواردو فورتي (الأرجنتين) |
| ألبيرتو مونتيلانوس 5' |           |       | استاد بيرو الوطني، ليما الحكم: إدواردو فورتي (الأرجنتين) |

27 يناير، 1935
| الأرجنتين | 3:0 (3:0) | الأوروجواي        | استاد بيرو الوطني، ليما الحكم: همبرتو ريجيناتو (تشيلي) |
|           |           | هيكتور كاسترو 18' | استاد بيرو الوطني، ليما الحكم: همبرتو ريجيناتو (تشيلي) |
|           |           | خوزيه تابوادا 28' |                                                        |
|           |           | أنيبال كيوكا 36'  |                                                        |

## الترتيب
| الفريق     | النقاط | لعب | فوز | تعادل | هزيمة | له | عليه | الفارق | الكفائة |
| ---------- | ------ | --- | --- | ----- | ----- | -- | ---- | ------ | ------- |
| الأوروجواي | 6      | 3   | 3   | 0     | 0     | 6  | 1    | +5     | 100.0%  |
| الأرجنتين  | 4      | 3   | 2   | 0     | 1     | 8  | 5    | +3     | 66.6%   |
| بيرو       | 2      | 3   | 1   | 0     | 2     | 2  | 5    | -3     | 33.3%   |
| تشيلي      | 0      | 3   | 0   | 0     | 3     | 2  | 7    | -5     | 0.0%    |

## النتائج
| بطل كأس أمريكا الجنوبية لكرة القدم 1935 |
| --------------------------------------- |
| · الأوروغواي · للمرة السابعة            |

## الهدافين
4 أهداف
- هيرمينيو ماسانطونيو

3 أهداف
- أنيبال كيوكا

هدفان
- دييجو جارسيا
- هيكتور كاسترو

هدف وحيد
- أرتورو أريتا - ميجويل أنخيل لاوري
- أرتورو كارمونو - كارلوس جيوديس
- تيودورو فيرنانديز - ألبيرتو مونتيلانوس
- خوزيه تابوادا

## وصلات خارجية
- بطولة كأس أمريكا الجنوبية لكرة القدم 1935 على RSSSF